# Conferenza di Stato Segreta
La Conferenza di Stato Segreta (in tedesco: Geheime Staatskonferenz) fu un organismo di governo dell'Impero austriaco durante il governo dell'imperatore Ferdinando I, sotto la presidenza del cancelliere Metternich.

## La creazione della conferenza
Dopo la morte dell'imperatore Francesco II il 2 marzo 1835, il trono era passato a suo figlio Ferdinando I il quale, pur essendo il primogenito ed il legittimo erede al trono, presentava notevoli problematiche nel governare dal momento che la sua salute mentale e fisica gli precludevano spesso questo compito. Tra le ultime disposizioni dell'imperatore Francesco II, quindi, vi era stata la creazione della Conferenza di Stato Segreta, un corpo consultivo che avrebbe operato segretamente appunto col compito di guidare il governo del futuro sovrano austriaco, facendolo comunque figurare all'esterno come unico monarca nel pieno delle sue capacità. Nato con questi intenti, ad ogni modo, sia per la totale inadeguatezza di Ferdinando I a ruoli di comando, sia per l'influenza della figura del Cancelliere di Stato Metternich, il consiglio si tramutò in breve tempo in un vero e proprio governo ombra, travalicando apertamente il ruolo consultivo e reggendo le sorti dell'impero dal 1836 al 1848.

## I membri della conferenza
La Conferenza di Stato Segreta era composta da un numero ridottissimo di membri, alcuni dei quali provenienti direttamente dalla famiglia imperiale, per ridurre al minimo la fuga di notizie e aumentare la capacità decisionale in capo a poche persone.
- Presidente: arciduca Luigi d'Asburgo-Lorena (fratello di Francesco II)
- Consigliere: arciduca Francesco Carlo d'Asburgo-Lorena (fratello di Ferdinando I)
- Consigliere: Klemens von Metternich, cancelliere di stato
- Consigliere: Franz Anton von Kolowrat-Liebsteinsky

## Fine della conferenza
Sin dalla sua creazione, fu chiaro che nella conferenza il conte di Metternich avrebbe avuto un ruolo preponderante in quanto egli ottenne la direzione della politica estera dell'impero, mentre il conte Kolowrat Liebsteinsky mantenne la gestione della politica interna e delle finanze di stato. I due si prefiguravano come avversari politici, perché se Metternich era il simbolo più chiaro dell'attaccamento all'ancien régime, Kolowrat Liebsteinsky era invece un noto liberale moderno.
Quando il 13 marzo 1848 scoppiarono gli eventi della rivoluzione viennese, Metternich venne costretto a dimettersi ed al suo posto divenne primo ministro per un breve periodo (20 marzo - 19 aprile) proprio il conte Kolowrat Liebsteinsky. 
Dopo l'abdicazione di Ferdinando I e l'ascesa al trono di Francesco Giuseppe, quest'ultimo abolì definitivamente la Conferenza di Stato Segreta in quanto essa col nuovo sovrano aveva formalmente terminato il proprio scopo.